# Laemophloeidae
Laemophloeidae je čeleď brouků z nadčeledi Cucujoidea, obsahující 5 rodů

## Taxonomie
- rod Cryptolestes Ganglbauer, 1899 - lesák
- rod Laemophloeus Dejean, 1835
- rod Lathropus Erichson, 1845
- rod Notolaemus Lefkovitch, 1959
- rod Placonotus Mac Leay, 1871